# Diocese de Jataí
A Diocese de Jataí (Dioecesis Iataiensis) é uma circunscrição eclesiástica da Igreja Católica Apostólica Romana em Goiás, Brasil. 
No sudoeste do Estado de Goiás, a Igreja Católica se torna presente por meio da Diocese de Jataí. A diocese abrange 24 municípios divididos em quatro distritos pastorais: Centro, Sul, Leste e Noroeste. A Diocese de Jataí limita-se a leste com a Diocese de Itumbiara (GO), a sudeste com a Diocese de Ituiutaba (MG), ao norte com a Diocese de São Luís de Montes Belos (GO), ao oeste com a Diocese de Rondonópolis-Guiratinga (MT), a noroeste com a Diocese de Barra do Garças (MT), a sudoeste com a Diocese de Três Lagoas (MS) e com a Diocese de Coxim (MS). Sua população é de mais de 600 mil habitantes em uma área de 62.978 km².

## História
A então Diocese do Rio de Janeiro, na época sufragânea ao Patriarcado de Lisboa, foi criada em 1676, sendo que a Capitania de Goiás fazia parte de seu território. A primeira paróquia em terras goianas surgiu em Vila Boa, atual cidade de Goiás, a 1729. Em 1745 é criada a Prelazia de Goiás, sendo sufragânea da Província Eclesiástica de Salvador e, em 1826 elevada à diocese e passa a pertencer à Província Eclesiástica de Mariana.
Em 1848 é criada a Paróquia Nossa Senhora das Dores em Rio Verde, e no ano de 1852 em Jataí foi iniciada a construção da Capela Divino Espírito Santo, sendo criada Paróquia Divino Espírito Santo doze anos depois, em 1864. O primeiro casamento celebrado em Jataí foi em 1879. Foi lançada então a pedra fundamental da primeira igreja em Jataí. Padre Joaquim Cornélio Brom chega à região em 1891 tornando-se o administrador do patrimônio eclesiástico em 28 de novembro de 1893. A Paróquia Divino Espírito Santo em Mineiros é criada em 1913.
Assim em 21 de junho de 1929 nasce a Prelazia de Jataí, pela bula Sollicitudo Quae in Omnes do Papa Pio XI. Entregue aos padres agostinianos da Província do Santíssimo Nome de Jesus, da Espanha. Dom Germano foi o bispo prelado nomeado.
Em 1961 falece Dom Germano em Bragança Paulista - SP, sendo em 1971 a transladação dos restos mortais para a cripta da Capela Nossa Senhora de Guadalupe em Jataí. No dia 11 de outubro de 1978, primeiro centenário do nascimento de Dom Germano, foi colocado um busto de bronze na praça que leva seu nome, que fica localizado em frente ao Instituto Espírito Santo.
A Prelazia de Jataí é elevada à condição de diocese em 26 de março de 1956 pela bula Quo Aptiori do Papa Pio XII. Sendo em 8 de maio de 1957 a instalação da nova diocese e a posse do primeiro bispo, Dom Abel Ribeiro Camelo, na antiga igreja Divino Espírito Santo. 
No dia 2 de outubro de 1993 foi celebrada a dedicação da Catedral Divino Espírito Santo de Jataí, imponente e majestosa, cartão-postal da cidade abelha e orgulho de todos os goianos.

## Bispos diocesanos
Ao longo de sua história, já passaram pela diocese sete bispos.
|        | Nome                                  | Período   | Notas                              |
| Bispos | Bispos                                | Bispos    | Bispos                             |
| ------ | ------------------------------------- | --------- | ---------------------------------- |
| 7º     | Joaquim Carlos Carvalho, O.S.B.       | 2023-     | Atual                              |
| 6º     | Nélio Domingos Zortea                 | 2015-2023 | Nomeado bispo de Cruz Alta         |
| 5º     | José Luiz Majella Delgado, C.Ss.R.    | 2009-2014 | Nomeado arcebispo de Pouso Alegre. |
| 4º     | Aloísio Hilário de Pinho, F.D.P.      | 1999-2009 |                                    |
| 3º     | Miguel Pedro Mundo                    | 1999      |                                    |
| 2º     | Benedito Domingos Vito Coscia, O.F.M. | 1961-1999 |                                    |
| 1º     | Abel Ribeiro Camelo                   | 1957-1960 | Nomeado bispo de Goiás.            |
|        | Germano Vega Campón, O.S.A.           | 1941-1955 | Bispo prelado                      |

Dom Germano Vega Campón (1941 - 1955) -  Nasceu em Amusco, Espanha (Diocese de Palência) em 11 de outubro de 1878. Nomeado administrador apostólico da Prelazia de Jataí. Bispo prelado de Jataí e Bispo Titular de Oreus em 19 de abril de 1941. Foi resignado ao governo da Prelazia de Jataí em 8 de maio de 1955 e faleceu no dia 14 de maio de 1961.
Dom Abel Ribeiro Camelo (1957 - 1960) -  Nasceu em Silvânia - GO (Diocese de Goiás, hoje Arquidiocese de Goiânia) em 22 de setembro de 1902. Tomou posse em 8 de maio de 1957 como o primeiro bispo da diocese de Jataí. Transferido posteriormente para a Diocese de Goiás. Faleceu em 24 de novembro de 1966.
Dom Benedito Domingos Vito Coscia, O.F.M. (1961 - 1999) -  Nasceu em Brooklyn, EUA (Diocese do Brooklyn) em 10 de agosto de 1922. Foi o segundo bispo da diocese de Jataí nomeado em 8 de junho de 1961 e ordenado bispo em 21 de setembro de 1961. Tomou posse da diocese em 12 de dezembro de 1961 e resignado ao governo daquela diocese em fevereiro de 1999. Foi bispo emérito e faleceu em 30 de abril de 2008.
Dom Miguel Pedro Mundo (1999) -  Nasceu em Staten Island, EUA (Arquidiocese de Nova Iorque) em 25 de julho de 1937. Foi o terceiro bispo da diocese de Jataí, tomou posse em 1º de maio de 1999, exercendo o cargo por apenas 18 dias. Faleceu em 18 de maio de 1999.
Dom Aloísio Hilário de Pinho, F.D.P. (2000 - 2010) -  Nasceu em Mariana - MG (Arquidiocese de Mariana) em 14 de janeiro de 1934. Foi o quarto bispo de Jataí, ordenado bispo no dia 20 de dezembro de 1981, tomou posse da Diocese de Tocantinópolis no ano de 1982 permanecendo no cargo até em 1999 quando foi transferido para ser o bispo da Diocese de Jataí onde tomou posse em 26 de fevereiro de 2000. Faleceu em 4 de maio de 2021.
Dom José Luiz Majella Delgado, C.Ss.R. (2010 - 2014) -  Nasceu em Juiz de Fora - MG (Diocese de Juiz de Fora, hoje Arquidiocese de Juiz de Fora) em 19 de outubro de 1953. Foi o quinto bispo da Diocese de Jataí, sendo nomeado no dia 16 de dezembro de 2009 e ordenado bispo no dia 27 de fevereiro de 2010 no Santuário Nacional de Aparecida - SP e tomando posse da Diocese no dia 6 de março de 2010. No dia 28 de maio de 2014 foi nomeado arcebispo de Pouso Alegre - MG.
Dom Nélio Domingos Zortea (2015 - 2023) - Nasceu em Iraí - RS (Diocese de Frederico Westphalen) em 1° de dezembro de 1963. Foi o sexto bispo da Diocese de Jataí, nomeado no dia 18 de novembro de 2015. Tomou posse em 13 de fevereiro de 2016. No dia 29 de março de 2023 foi nomeado bispo de Cruz Alta - RS.
Dom Joaquim Carlos Carvalho, O.S.B. (2023-...) - Nasceu em Mineiros - GO (Prelazia de Jataí, hoje Diocese de Jataí) em 20 de julho de 1954. É o sétimo bispo da Diocese de Jataí, nomeado no dia 18 de novembro de 2023. Foi ordenado bispo no dia 27 de janeiro de 2024, em Mineiros. Tomou posse no dia seguinte, em Jataí. 

### Auxiliares
Dom Mathias William Schmidt, O.S.B. -  Foi nomeado bispo auxiliar de Jataí em 1972 e ordenado bispo no dia 10 de setembro de 1972. Exerceu seu ministério nesta diocese até o ano de 1976, quando nomeado bispo da Diocese de Ruy Barbosa. Faleceu no dia 24 de maio de 1992.
Dom Miguel Pedro Mundo -  Foi nomeado bispo auxiliar de Jataí em 1978 e ordenado bispo em 2 de junho de 1978.

## Ordens e Congregações Religiosas
No início da Diocese de Jataí, por ser um grande território, os bispos solicitaram a ajuda de algumas ordens religiosas, que hoje fazem parte da história da diocese. Eis a lista dessas ordens:
| Irmãs Agostinianas Missionárias                 |  | Congregação dos Missionários da Sagrada Família            |
| Irmãs Franciscanas de Allegany                  |  | Fraternidade São Francisco de Assis na Providência de Deus |
| Irmãs Franciscanas da Mãe Dolorosa              |  | Missionários Oblatos de Maria Imaculada                    |
| Irmãs Franciscanas de Maria Auxiliadora         |  | Ordem de São Bento                                         |
| Irmãs Franciscanas de São José                  |  | Ordem de Nossa Senhora das Mercês                          |
| Irmãs Franciscanas dos Pobres                   |  | Servos de Jesus Salvador                                   |
| Irmãs Missionárias da Consolata                 |  | Ordem dos Frades Menores Conventuais                       |
| Irmãs Apóstolas do Sagrado Coração de Jesus     |  | Congregação do Santíssimo Redentor                         |
| Irmãs de São Vicente de Paulo de Gysegem        |  |                                                            |
| Federação Santa Escolástica - Irmãs Beneditinas |  |                                                            |
| Ordem da Imaculada Conceição                    |  |                                                            |

## Território
O território da diocese corresponde à região do sudoeste goiano e é composto por 24 municípios: Aparecida do Rio Doce, Aporé, Caçu, Cachoeira Alta, Castelândia, Chapadão do Céu, Gouvelândia, Itajá, Itarumã, Jataí, Lagoa Santa, Maurilândia, Mineiros, Montividiu, Paranaiguara, Perolândia, Portelândia, Quirinópolis, Rio Verde, Santa Helena de Goiás, São Simão, Santa Rita do Araguaia, Santo Antônio da Barra e Serranópolis.

## Paróquias
Paróquia é uma determinada comunidade de fiéis, constituída de maneira estável na Igreja Particular, e o seu cuidado pastoral é confiado ao pároco, como seu pastor próprio, sob a autoridade do bispo diocesano. Assim nos diz o Catecismo da Igreja Católica no parágrafo 2179. As 34 paróquias da Diocese estão assim organizadas em 24 cidades, agrupadas na região do sudoeste goiano. Veja abaixo uma tabela com os nomes das paróquias da Diocese de Jataí, seu ano de fundação, sua sede e o distrito a que pertencem. Acompanhe:
| Paróquia                             | Município              | Ano de criação | Distrito Pastoral |
| 1 - Nossa Senhora das Dores          | Rio Verde              | 1848           | Leste             |
| 2 - Divino Espírito Santo (Catedral) | Jataí                  | 1864           | Centro            |
| 3 - Divino Espírito Santo            | Mineiros               | 1913           | Noroeste          |
| 4 - Santa Helena                     | Santa Helena de Goiás  | 1962           | Leste             |
| 5 - Santa Rita dos Impossíveis       | Santa Rita do Araguaia | 1962           | Noroeste          |
| 6 - Nossa Senhora da Abadia          | Quirinópolis           | 1962           | Sul               |
| 7 - Imaculada Conceição              | Paranaiguara           | 1962           | Sul               |
| 8 - Nossa Senhora de Fátima          | Rio Verde              | 1963           | Leste             |
| 9 - Nossa Senhora do Rosário         | Jataí                  | 1963           | Centro            |
| 10 - São Sebastião                   | Jataí                  | 1963           | Centro            |
| 11 - São Judas Tadeu                 | Jataí                  | 1963           | Centro            |
| 12 - Sagrado Coração de Jesus        | Caçu                   | 1964           | Sul               |
| 13 - São João Batista                | Itajá                  | 1964           | Sul               |
| 14 - Nossa Senhora da Abadia         | Cachoeira Alta         | 1964           | Sul               |
| 15 - São Simão                       | São Simão              | 1964           | Sul               |
| 16 - Nossa Senhora de Fátima         | Serranópolis           | 1981           | Centro            |
| 17 - Santo Antônio de Pádua          | Rio Verde              | 1981           | Leste             |
| 18 - Nossa Senhora Aparecida         | Maurilândia            | 1982           | Leste             |
| 19 - Nossa Senhora de Lourdes        | São Simão              | 1983           | Sul               |
| 20 - Santo Antônio de Pádua          | Santo Antônio da Barra | 1986           | Leste             |
| 21 - Santo Agostinho                 | Aporé                  | 1987           | Centro            |
| 22 - São Sebastião                   | Itarumã                | 1989           | Sul               |
| 23 - Nossa Senhora da Abadia         | Montividiu             | 1989           | Leste             |
| 24 - São Vicente de Paulo            | Rio Verde              | 1990           | Leste             |
| 25 - São João Batista                | Gouvelândia            | 1996           | Sul               |
| 26 - Nossa Senhora das Graças        | Portelândia            | 1997           | Noroeste          |
| 27 - Nossa Senhora Rainha do Céu     | Chapadão do Céu        | 1997           | Centro            |
| 28 - São Bento                       | Mineiros               | 2008           | Noroeste          |
| 29 - São Francisco de Assis          | Rio Verde              | 2016           | Leste             |
| 30 - São Judas Tadeu                 | Rio Verde              | 2017           | Leste             |
| 31 - Imaculado Coração de Maria      | Rio Verde              | 2018           | Leste             |
| 32 - Nossa Senhora de Fátima         | Jataí                  | 2024           | Centro            |
| 33 - Santo Antônio de Pádua          | Mineiros               | 2024           | Noroeste          |
| 34 - São Miguel Arcanjo e São Pio    | Rio Verde              | 2025           | Leste             |

## Seminários
Seminários são centros de formação dos candidatos ao sacerdócio (seminaristas). Foi o Concílio de Trento, no século XVI, que prescreveu a necessidade dos candidatos ao sacerdócio a receberem uma formação intelectual, humana, espiritual e pastoral sólida. O seminário menor recebe alunos mais novos, que ainda não concluíram o ensino médio, o seminário propedêutico recebe aqueles jovens que tem ou não concluíram o ensino superior para um período de um ano e o seminário maior acolhe os que estão cursando o ensino superior nos cursos de Filosofia e de Teologia até serem, de fato, ordenados.
| Seminários                                                  | Cidade      |
| Seminário Menor São João Paulo II (Arquidiocese de Goiânia) | Goiânia, GO |
| Seminário Propedêutico Santa Cruz (Arquidiocese de Goiânia) | Goiânia, GO |
| Seminário Interdiocesano São João Maria Vianney             | Goiânia, GO |

## Movimentos e Pastorais
As pastorais e movimentos são de grande ajuda à Igreja em geral. Na Diocese de Jataí estão assim organizados:
| Pastoral                | Pastoral (Cont.)               | Movimentos                                               |
| Pastoral Bucal          | Pastoral das Senhoras (UNICAR) | Associação São Vicente de Paulo                          |
| Pastoral Carcerária     | Pastoral do Batismo            | Círculos Bíblicos                                        |
| Pastoral Catequética    | Pastoral do Idoso              | Conselho Diocesano de Leigos                             |
| Pastoral da Acolhida    | Pastoral do Dízimo             | Encontro de Casais com Cristo (ECC) - 1ª, 2ª e 3ª etapas |
| Pastoral da Comunicação | Pastoral do Idoso              | Encontro de Jovens com Cristo (EJC)                      |
| Pastoral da Criança     | Pastoral dos Coroinhas         | Equipe para Curso de Noivos                              |
| Pastoral da Esperança   | Pastoral Familiar              | Grupos de Canto                                          |
| Pastoral da Juventude   | Pastoral Litúrgica             | Infância e Juventude Missionária                         |
| Pastoral da Moradia     | Pastoral Rural                 | Ministros Extraordinários da Comunhão Eucarística        |
| Pastoral da Saúde       | Pastoral Vocacional            | Renovação Carismática Católica (RCC)                     |
| Pastoral da Sopa        | Pastoral da AIDS               | Legião de Maria                                          |
|                         |                                | Movimento de Cursilhos de Cristandade (MCC)              |

## Obras Sociais da Diocese de Jataí - OSDJ
As Obras Sociais da Diocese de Jataí é uma entidade assistencial, filantrópica, sem fins lucrativos, que foi constituída no território da Diocese de Jataí no dia 27 de setembro de 1973, para ser instrumento de ação social da Igreja Católica no sudoeste goiano. Ao longo de sua história de ação social e filantrópica, as Obras Sociais da Diocese de Jataí dedicaram-se a cuidar dos menos favorecidos, esperando sempre cumprir a palavra de Cristo: “Tive fome e me destes de comer; tive sede e me destes de beber; era forasteiro e me acolhestes; estava nu e me vestistes; adoeci e me visitastes; estava na prisão e fostes ver-me.” (Mt 25, 35-45)
| Creches                                         | Cidades               | Administrado por             |
| ----------------------------------------------- | --------------------- | ---------------------------- |
| Centro de Educação Infantil João XXIII          | Jataí                 | Congregação Irmãs dos Pobres |
| Creche Santa Rosa                               | Jataí                 |                              |
| Mini-creche Sant'Ana (paralisada)               | Jataí                 |                              |
| Mini-creche Santo Antônio (paralisada)          | Jataí                 |                              |
| Lar e creche Santo Antônio Ilha dos Bambus      | Jataí                 | Sob orientação da Diocese    |
| Creche casa das crianças Santo Antônio de Pádua | Santa Helena de Goiás |                              |
| Creche Amor de São Francisco                    | Rio Verde             |                              |
| Creche Albernaz Silva                           | Mineiros              |                              |
| Creche Irmã Maria José                          | Mineiros              |                              |
| Creche Menino Jesus                             | Mineiros              |                              |
| Creche Paraíso Infantil Madre Joana             | Mineiros              |                              |
| Creche Santa Luzia                              | Mineiros              |                              |
| Lar                                             | Cidade                |                              |
| Lar dos idosos São Vicente de Paula             | Santa Helena de Goiás |                              |
| Lar Bom Pastor                                  | Mineiros              |                              |
| Diversos                                        | Cidade                |                              |
| Associação Nova Esperança                       | Santa Helena de Goiás |                              |
| Centros de Treinamentos para Leigos             | Cidade                |                              |
| Instituto Espírito Santo                        | Jataí                 |                              |
| Centro de Treinamento João XXIII                | Rio Verde             |                              |
| Centro de Treinamento Instituto São José        | Quirinópolis          |                              |
| Centro de Treinamento Dom Damiano               | Santa Helena de Goiás |                              |
| Centro de Pastoral Santo Agostinho              | Mineiros              |                              |

## Comunicação
| Rádio              | Frequência | Mantenedora                               | Sede                  |
| ------------------ | ---------- | ----------------------------------------- | --------------------- |
| Rádio Difusora     | 99,3 FM    | Rede Divino Espírito Santo de Comunicação | Jataí                 |
| Rádio Santelenense | 90,5 FM    | Rede Divino Espírito Santo de Comunicação | Santa Helena de Goiás |
| Rádio Sul Goiana   | 95,1 FM    | Rede Divino Espírito Santo de Comunicação | Quirinópolis          |
| Rádio 105,9 FM     | 105,9 FM   | Rede Divino Espírito Santo de Comunicação | Jataí                 |

## Instituições de ensino católico
| Instituição                   | Ensino                   | Cidade                |
| ----------------------------- | ------------------------ | --------------------- |
| Escola Paroquial Santa Helena | Primário ao Ensino Médio | Santa Helena de Goiás |